# Ke Riema
Ke Riema, geboren als Maria Johanna Irma Wuyts (Mortsel, 3 augustus 1914 – Antwerpen, 29 november 2013), was een Vlaams tekstschrijver. Riema schreef vooral liedjesteksten maar ook teksten en sketches voor music-hall, revues, cabaret, toneelstukjes en filmscenario's, zowel in het Nederlands als in het Frans en Engels. Daarnaast was ze talentscout.

## Jeugd
Riema werd geboren toen de Eerste Wereldoorlog net was uitgebroken, als enig kind van Albert Wuyts en Irma Van Aalst. Net als vele landgenoten vluchtte het gezin naar Nederland, waar zij achtereenvolgens in Roosendaal, Den Haag, Maastricht en Rotterdam woonden. Daar maakte ze als jong meisje voor het eerst kennis met revues en cabaret. Ze groeide vanaf 1930 verder op in Antwerpen, in een 'open huis' waar kunstenaars, zowel schrijvers als schilders en beeldhouwers, vaak over de vloer kwamen. Ze volgde Franstalig onderwijs bij 'Les filles de Marie - Paridaens', destijds een gerenommeerde meisjesschool in de St.Jozefstraat te Antwerpen en volgde ook op jonge leeftijd al taalcursussen Engels.

## Loopbaan
Riema begon tijdens de Tweede Wereldoorlog met vertaalwerk, maar schreef al snel haar eigen teksten. Tijdens de jaren veertig van de 20e eeuw had Riema het eerste officiële contact met de Vlaamse amusementswereld en schreef ze de eerste liedjestekst met componist Jef De Winter (1946-1947). Ze werd lid van SABAM in 1949. Tijdens de jaren vijftig maakte ze kennis met onder meer Yvonne Verbeeck (1950) en schreef ze teksten, sketches en toneelstukjes voor onder meer het Hacienda Theater te Antwerpen, voor het cabaret Cyrano (1952) en maakte ze de tekst van Het regent in de straten, dat werd uitgevoerd door Will Ferdy in de Minard Schouwburg te Gent (1953). Dit liedje werd het allereerste Liedje van de week op Studio Gent, gepresenteerd door Jerome De Pauw. Hierna maakte ze revues met onder meer The Woodpeckers, Jef Cassiers, Robert Marcel, Jos Gevers, Marius Mac Phail, Yvonne Lex en Anton Peters. Enkele voorbeelden uit deze tijd zijn de Commediantenrevue in de K.V.S. te Brussel in 1954-1955, de revues in het Alhambra Theater te Brussel, het Cabaret Folies in Antwerpen met onder meer Caroussel en En voiture (met medewerking van Joris Collet en Anton Peters, Alma Blanca, Denise De Weerdt, Jef Burm, Marc De Corte en Jo Crab).
Riema werkte mee aan het radioprogramma Kop en Staart. In 1957 werd Louis Neefs mede door haar geïntroduceerd in een Vlaamse televisieshow. In 1958 schreef ze het scenario voor de een film van Jef Bruyninckx, namelijk Vrijgezel met 40 kinderen.
In 1959 zong Bob Benny op het Eurovisiesongfestival in Cannes Hou toch van mij, met tekst van Riema en muziek van Hans Flower. In 1959 en 1960 begon zij met het Kleinkunstcabaret Podium in Antwerpen en werkte ook nog samen met Arnold Franks Cabaret der Onbekenden. Tijdens de jaren zestig werd Ke Riema coach van de Europese Beker voor Zangvoordracht in Knokke. Ze was betrokken bij het samenstellen van de Belgische ploeg.

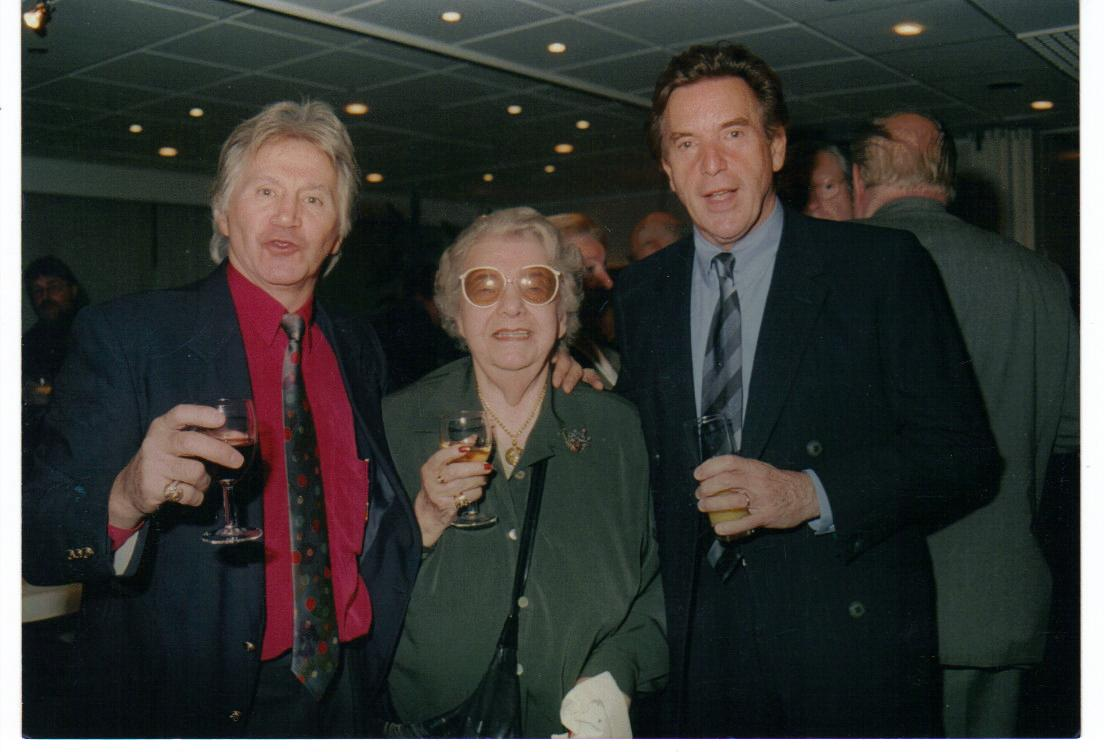
Ke Riema in 2004, samen met Will Tura en Robert Cogoi

Vooral in de jaren zestig kreeg zij veel opdrachten van artiesten en componisten om liedjesteksten te schrijven, onder meer van Bob Benny, La Esterella, Jean Walter, Jan Verbraecken, Henk van Montfoort, Terry Van Ginderen, Frieda Linzi, Jacques Raymond, Rocco Granata, Will Tura, Jef Burm, Marva, Luc Van Hoesselt, Clem Van Duyn, Nelly Lancia, Ann Christy, Louis Neefs, Kees Brug, Will Ferdy en Staf Wesenbeek.
Riema werkte als freelancer voor onder andere Eurovox Music en Cardinal Records. In 1967 begon ze samen met Ben Gyselinck haar eigen muziekuitgeverij, productie- en distributiemaatschappij. In de jaren zeventig werkte ze veel samen met componist Peter Laine. Ze produceerden samen de muziek voor de film Louise, een woord van Liefde van Paul Collet, waarvan Ann Christy de titelsong zong.
Ke Riema ontving diverse hoge onderscheidingen, waaronder "De Muze" van SABAM voor haar hele oeuvre en de "Eugeen De Ridderprijs 1963 voor Liedertekst". Een aantal van haar liedjesteksten werden vereeuwigd in de Eregalerij van BRT2. Een tweejaarlijkse prijs voor Kleinkunst, Stand-up Comedians en Singer-Songwriters van SABAM, de Gouden Klaproos, draagt sinds 2000 haar naam.

## Selectie van werken en uitvoerende artiesten
- Eenzaam zonder jou (Will Tura)
- Een Woord van Liefde (Ann Christy)
- Een hutje op de heide (Bobbejaan Schoepen)
- 'k Zag twee beren (Louis Neefs)
- Verloren Hart,Verloren Droom (Johnny White)
- De reuzen dansen (Louis Neefs)
- Laat ons goede vrienden zijn (Marva)
- Met je handen (Jean Walter)
- Het lied van Lima (La Esterella)
- Duizend dromen worden waar (Ann Christy),
- Liedje, mijn Liefje (Will Ferdy)
- Het regent in de straten (Will Ferdy)
- Slotakkoord (Jacques Raymond).
- Eens in de honderd jaar (Patricia Dee)